# Sohl (Bad Laasphe)
Sohl is een plaats in de Duitse gemeente Bad Laasphe, deelstaat Noordrijn-Westfalen, en telt 35 inwoners.